# Rómulo Gallegos (Rómulo Gallegos)
Pour les articles homonymes, voir Gallegos.
Rómulo Gallegos est l'unique paroisse civile de la municipalité de Rómulo Gallegos dans l'État de Cojedes au Venezuela. Sa capitale est Las Vegas, chef-lieu de la municipalité.

## Géographie

### Démographie
Hormis sa capitale Las Vegas elle-même divisée en quartiers, la paroisse civile possède plusieurs localités :
- Aserradero
- Camoruquito
- La Vigía
- Las Vegas
  - El Espinal
  - El Yagual
  - Puerta Negra